# Freilandstation

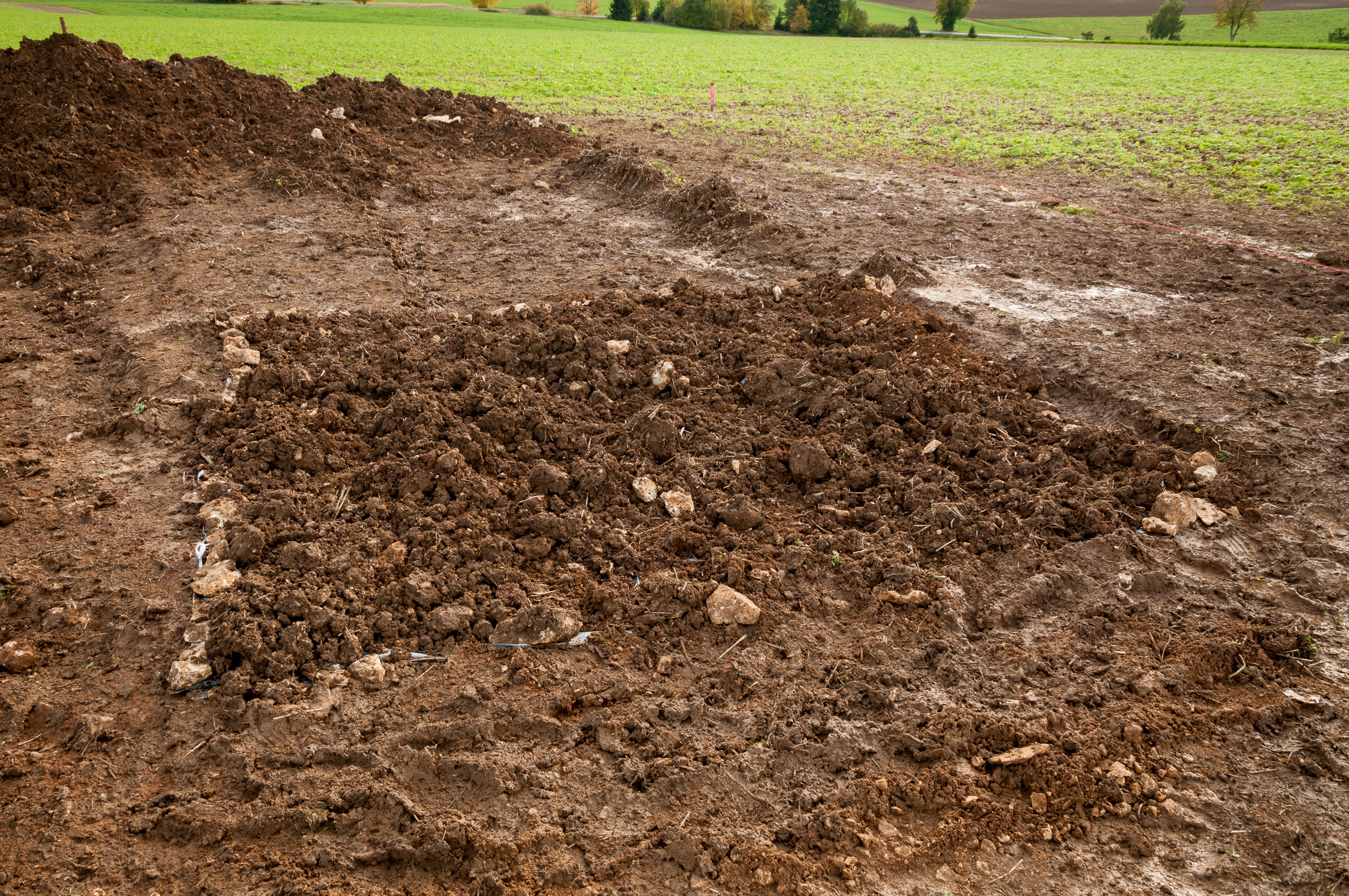
Freilandstation Börslingen nach der Grabungskampagne 2013

Als Freilandstation (auch Freilandsiedlung bzw. Jagd- oder Jägerlager) wird ein Wohnplatz saisonal sesshafter Jäger und Sammler bezeichnet, der sich nicht in einer Höhle oder unter einem Abri befindet.

## Beschreibung

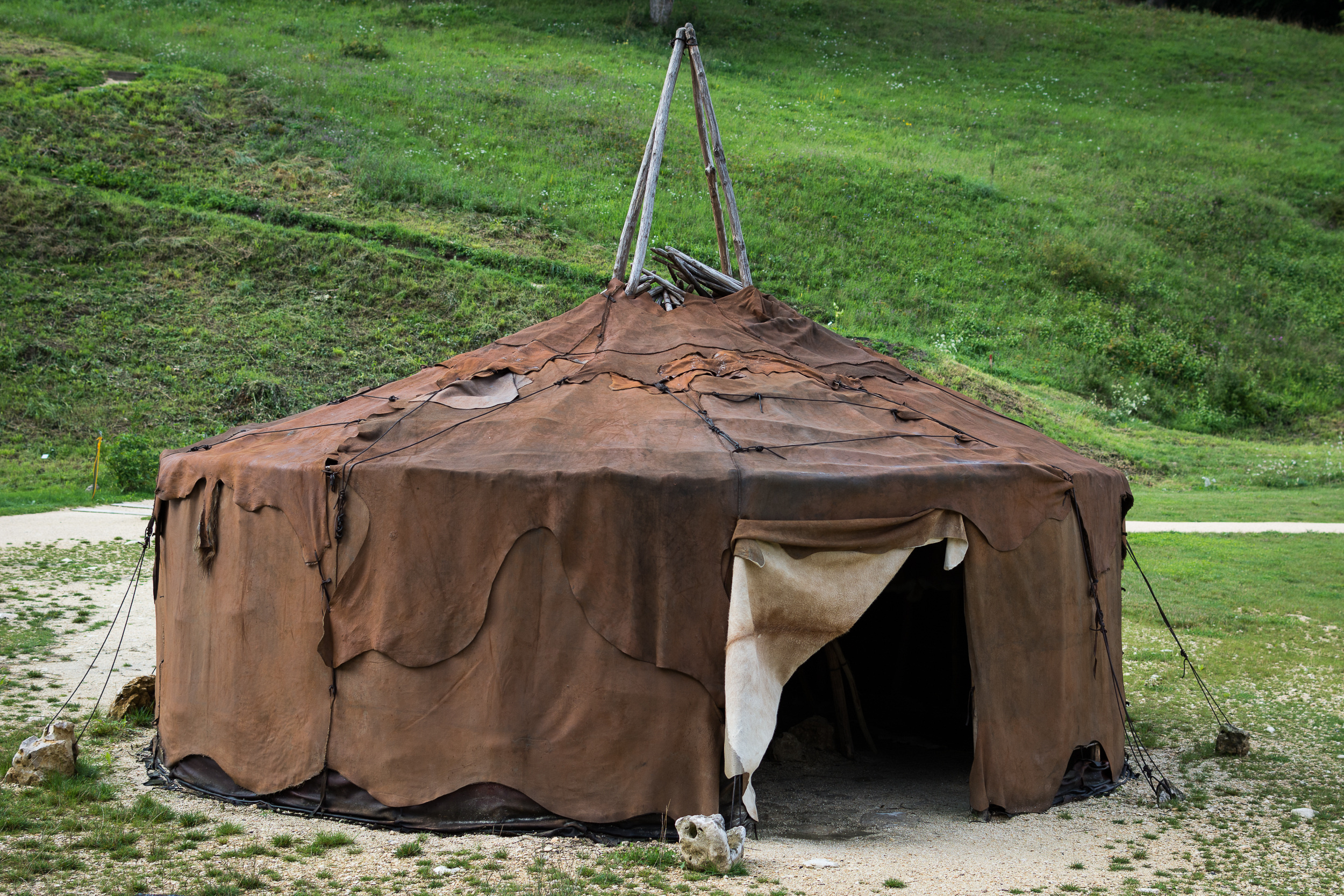
Rekonstruktion eines steinzeitlichen Zeltes im Archäopark Vogelherd in Baden-Württemberg

Freilandstationen wurden häufig in Spornlage auf Bergrücken oder -terrassen errichtet, von wo aus das Umland mit den ziehenden Jagdwild-Herden gut überblickt werden konnte, oder an Stellen mit den für die Werkzeug- oder Waffenherstellung benötigten Rohmaterialvorkommen (Feuerstein, Hornstein, Radiolarit). Die Grundflächen variieren in der Größe zwischen wenigen Quadratmetern und über 1 Hektar, als Behausungen dienten zelt- und hüttenartige Konstruktionen aus Holz, großen Tierknochen und Fellen.
Aufgrund der ungeschützten Lage ist das Inventar der Freilandstation unmittelbar dem Wetter ausgesetzt und damit stärker von Verwitterung beziehungsweise Zersetzung bedroht als das eines Höhlenplatzes. Daher sind vor allem die organischen Spuren häufig in schlechtem Erhaltungszustand oder beschränken sich auf Holz- oder Knochenkohlen. Neben den örtlichen Gegebenheiten und den klimatischen Bedingungen spielt hierbei auch eine entscheidende Rolle, wie rasch und in welchem Maß das Lager nach dem Verlassen mit Sediment bedeckt wurde.
Mit Beginn der Neolithischen Revolution und der damit verbundenen Sesshaftigkeit wurden Freilandstationen zunehmend durch feste, dauerhaft genutzte Siedlungen ersetzt.

## Bekannte Freilandstationen
- Boxgrove
- Börslingen
- Breitenbach
- Buhlen
- Dolní Věstonice
- Gönnersdorf
- Krems-Wachtberg
- Monruz
- Nebra
- Pavlov I
- Salzgitter-Lebenstedt